# Hotel Palmyra
L'Hôtel Palmyra est un établissement historique situé à Baalbek, au Liban. Situé en face des célèbres temples de Baalbeck, l'intérieur de l'hôtel, avec ses meubles en acajou antiques, ses reliques des ruines de Baalbek et ses abat-jours en peau d'autruche verte, porte les souvenirs d'un grand passé, lorsqu'il accueillait des hommes politiques et des artistes.
L'hôtel présente une gamme variée d'œuvres d'art contemporaines et des tapisseries colorées ornant les murs, ainsi que des tapis persans dans ses couloirs. L'hôtel est connu pour sa riche histoire.

## Histoire
L'hôtel a été construit par un homme d'affaires grec en 1874, qui a reconnu l'attrait des spectaculaires ruines romaines de Baalbek, qui se trouvent de l'autre coté de la route. L'hôtel a connu des moments devenus célèbres: dans ses murs, en 1920, la Déclaration du Grand Liban a été signée, établissant les frontières du Liban moderne.
À son apogée, l'hôtel attirait des rois et des hommes politiques, ainsi que des écrivains, des artistes, des interprètes et des musiciens de renommée mondiale. De cette manière, l'hôtel est devenu un lieu de mémoire collective libanaise. Aujourd'hui, il est une destination prisée des touristes et des universitaires.
Ali Husseini a acheté l'hôtel en 1985; en 2023, lui et son épouse, Rima Husseini, en sont les copropriétaires. Les pénuries d'électricité au Liban ont poussé les propriétaires à installer des panneaux solaires à l'hôtel en 2022. Cela fait partie d'une tendance croissante à installer des panneaux solaires à Baalbek.
Le 6 novembre 2024, lors de l'invasion israélienne du Liban en 2024, une frappe aérienne israélienne a gravement endommagé l'hôtel. Les vitraux de sa façade, une délicate dentelle de bois et de verre, intacts depuis 1874, ont tous été brisés.

## Invités célèbres
L'Hôtel Palmyra a accueilli de nombreuses personnalités internationales illustres telles que l'empereur allemand Guillaume II, Charles de Gaulle, Mustafa Kemal Atatürk, Mohammad Reza Pahlavi, Albert Einstein, George Bernard Shaw, et même certains artistes légendaires qui ont foulé la scène du Festival international de Baalbeck, notamment Joan Baez, Ella Fitzgerald, Herbie Hancock, Oum Kalthoum et Faïrouz.
Dans les couloirs, des croquis et des lettres signées par Jean Cocteau après ses deux séjours à l'hôtel en 1956 et 1960 sont accrochés. Les murs sont également décorés de photographies de personnalités célèbres y ayant séjourné.

## Galerie

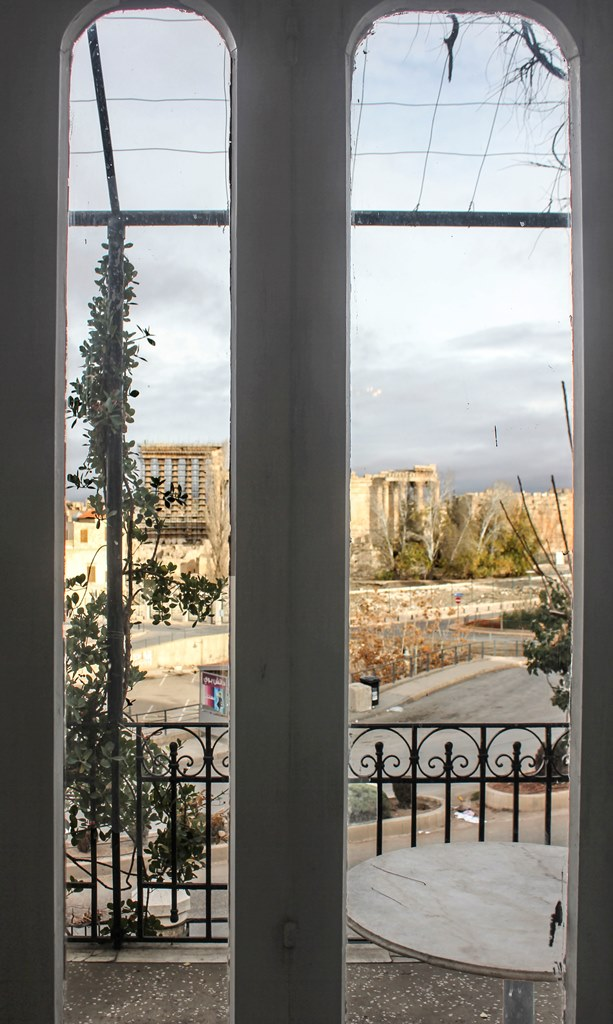
Vue des temples de Baalbek
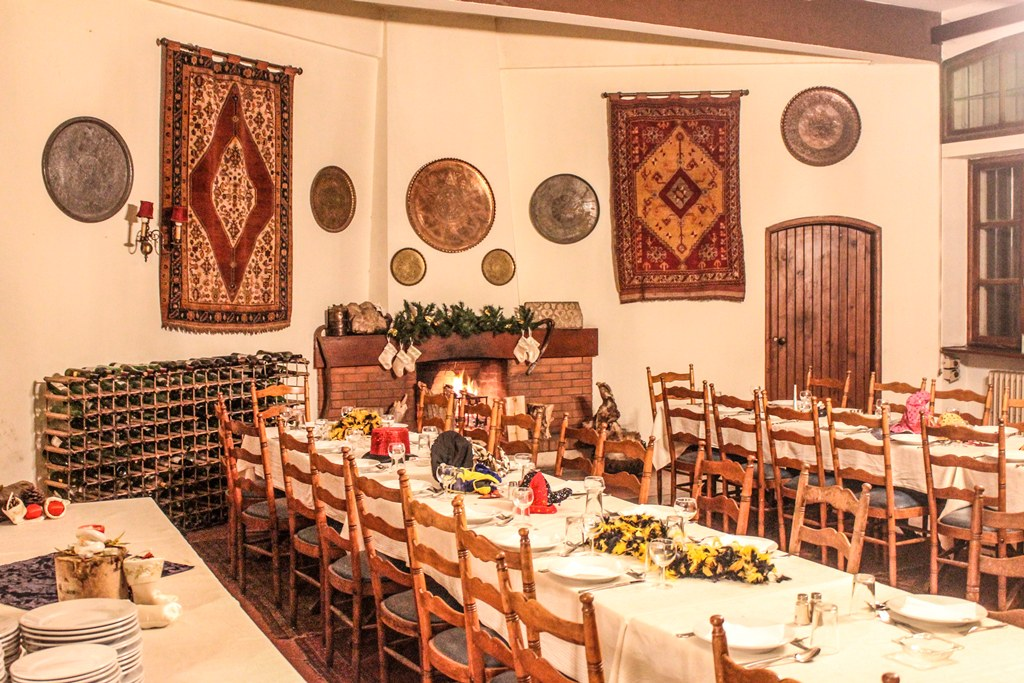
Salle à manger
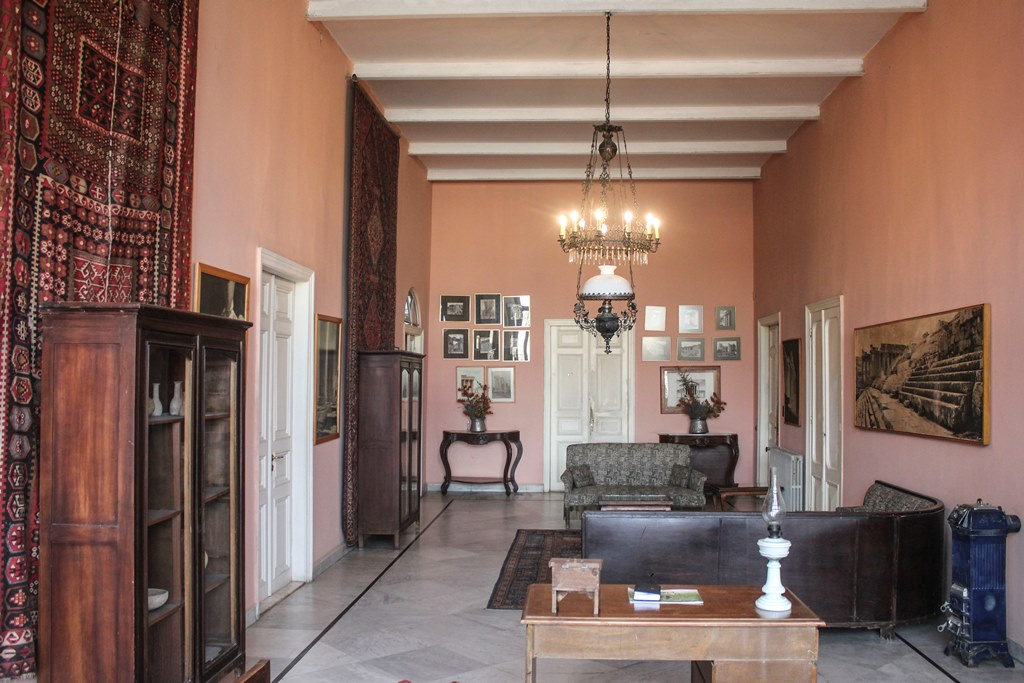
Salon
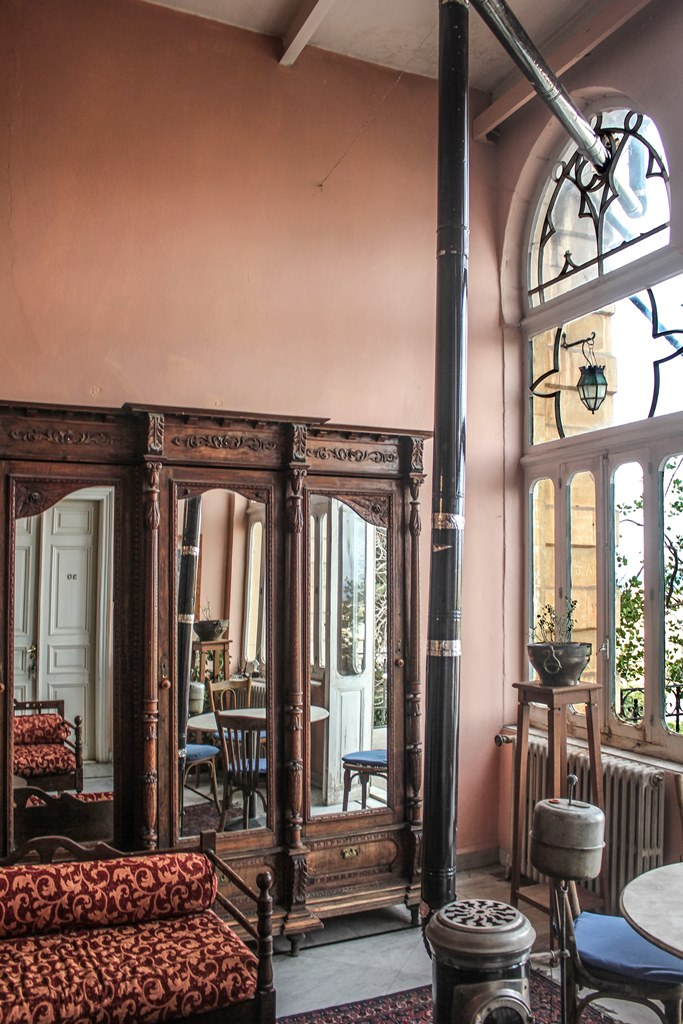
Mobilier ancien
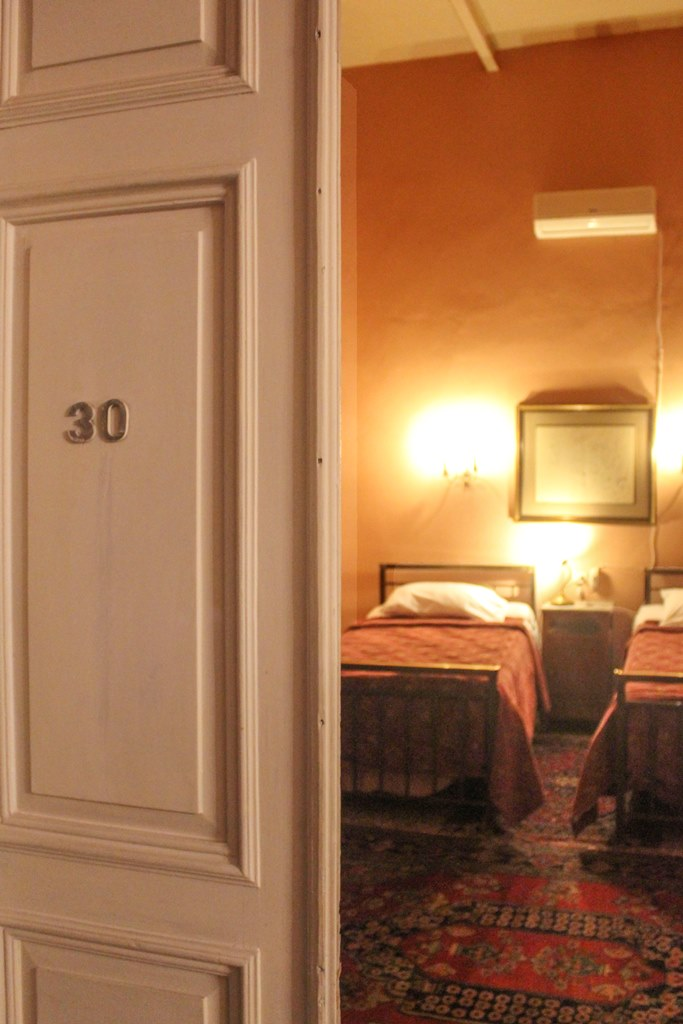
La chambre qui a accueilli Charles de Gaulle
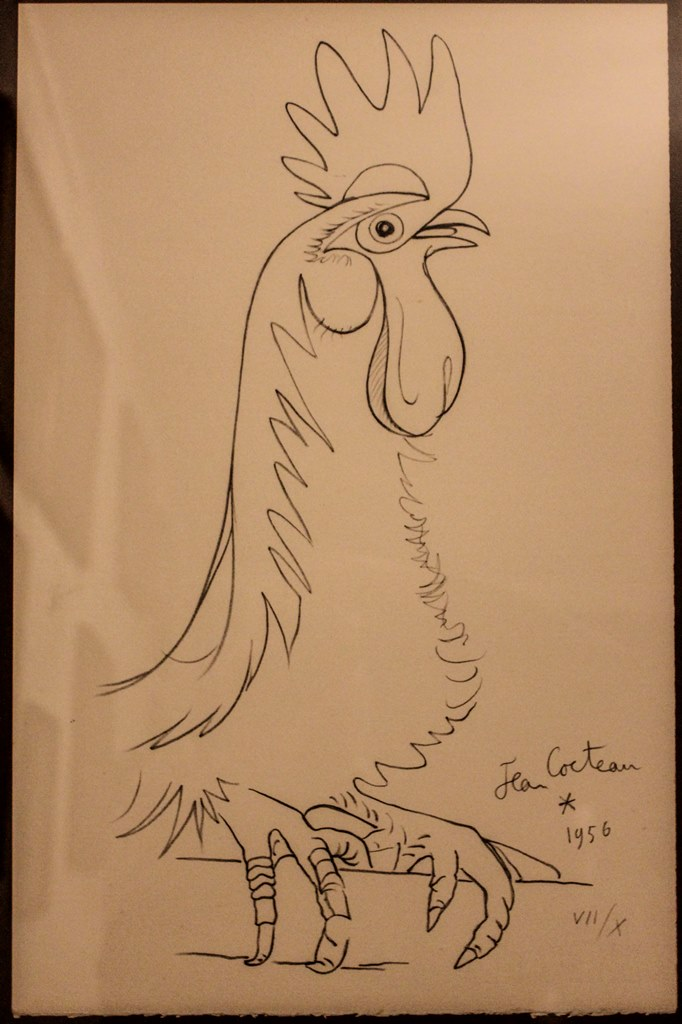
Peinture de Jean Cocteau